# Parafia Przemienienia Pańskiego w Rygałówce
Parafia Przemienienia Pańskiego w Rygałówce – parafia rzymskokatolicka, znajdująca się w diecezji ełckiej, w dekanacie Lipsk.
W kościele, wpisanym do rejestru zabytków województwa podlaskiego w 1996 roku, znajduje się obraz Świętej Trójcy (w 2008 roku obiekt ten został wpisany do rejestru zabytków województwa podlaskiego), pochodzący z I połowy XIX w.,  stanowiący wyposażenie dawnej cerkwi unickiej, obecnie kościoła rzymskokatolickiego w Rygałówce. Przedstawia on postać Boga Ojca oraz Chrystusa w postawie siedzącej nad unoszącym się na trzech parach skrzydeł serafinem z twarzą ludzką w czerwonym kolorze. Siedzący po prawej stronie Bóg Ojciec swoją prawą ręką błogosławi Syna, lewa ręka obejmująca berło spoczywa na niewielkiej kuli. Postać przedstawiono w szarej sukni z zieloną szatą ujętą od pasa w dół. Natomiast Chrystusa ukazano w czerwonej sukni z niebieską szatą okalającą biodra. Prawą ręką trzyma krzyż, zaś lewą kieruje ku Ojcu. Nad postaciami widoczny jest Duch Święty pod postacią białej gołębicy.